# Khai thác mỏ

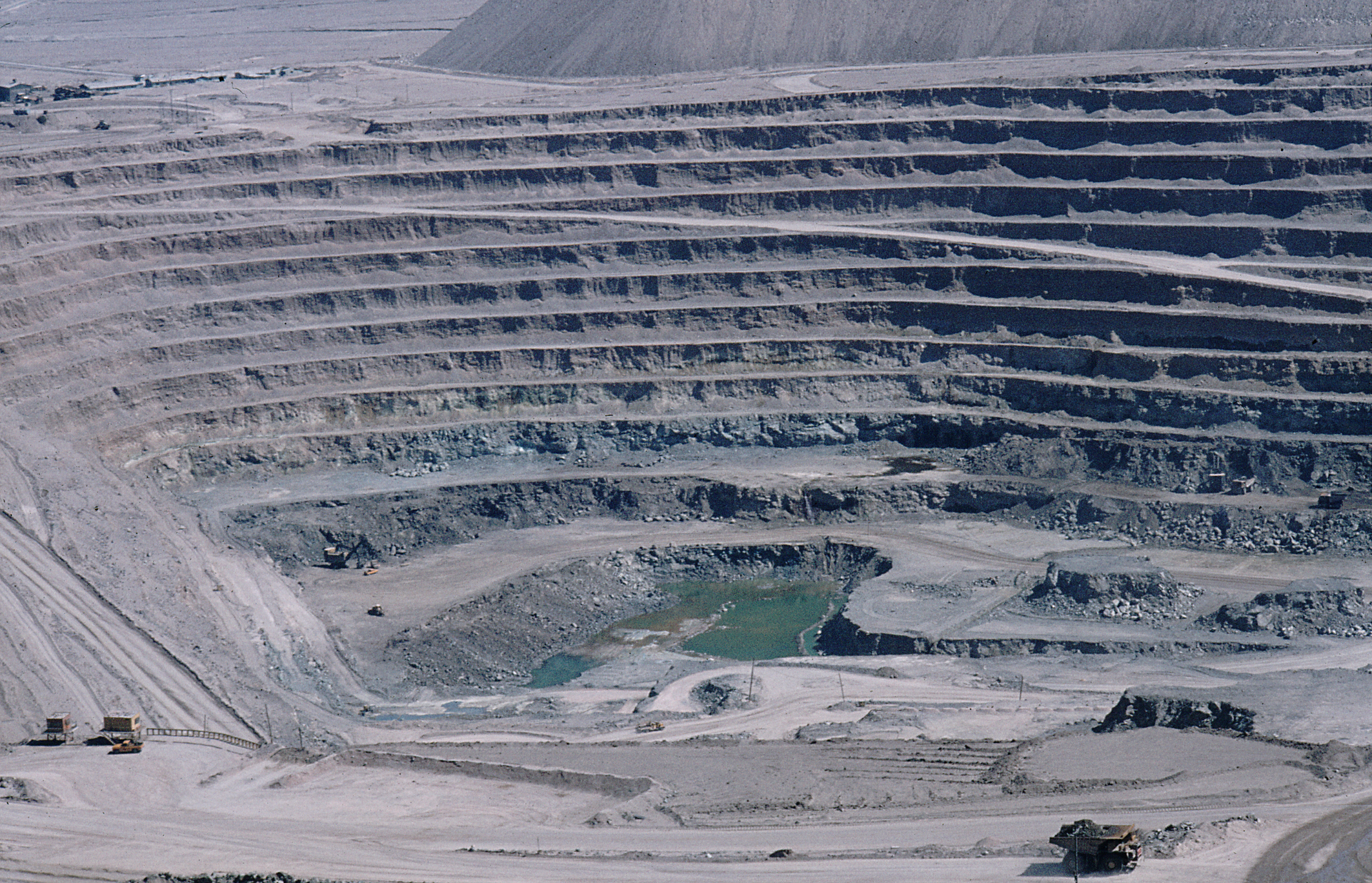
Chuquicamata, Chile, mỏ đồng lộ thiên có chu vi lớn nhất và độ sâu khai thác đứng hàng thứ hai trên thế giới.

Khai thác mỏ là hoạt động khai thác khoáng sản hoặc các vật liệu địa chất từ lòng đất, thường là các thân quặng, mạch hoặc vỉa than. Các vật liệu được khai thác từ mỏ như kim loại cơ bản, kim loại quý, sắt, urani, than, kim cương, đá vôi, đá phiến dầu, đá muối và kali cacbonat. Bất kỳ vật liệu nào không phải từ trồng trọt hoặc được tạo ra trong phòng thí nghiệm hoặc nhà máy đều được khai thác từ mỏ. Khai thác mỏ ở nghĩa rộng hơn bao gồm việc khai thác các nguồn tài nguyên không tái tạo (như dầu mỏ, khí thiên nhiên, hoặc thậm chí là nước) hoặc các loại tiền mã hóa chứa bằng chứng công việc (như Bitcoin, Ethereum).
Khoảng 40.000 năm trước công nguyên, con người đã biết sử dụng mọi thứ xung quanh mình, kể cả đá cũng được dùng làm công cụ khai thác các khoáng sản. Sau một thời gian sử dụng hết những đá tốt trên bề mặt Trái Đất, con người bắt đầu đào bới để tìm những thứ họ cần. Những cái mỏ đầu tiên chỉ là những cái hố nông nhưng rồi những người khai mỏ sau buộc phải đào sâu thêm để tìm kiếm. Một trong những khoáng sản họ cần lúc bấy giờ là Hoàng Thổ, được dùng như sắc tố cho các mục đích lễ nghi và vẽ tranh trong hang động. Khu mỏ Hoàng Thổ được khai thác xưa nhất được tìm thấy là ở Bomvu Ridge thuộc Swaziland, châu Phi.

## Lịch sử

### Khai thác mỏ thời tiền sử

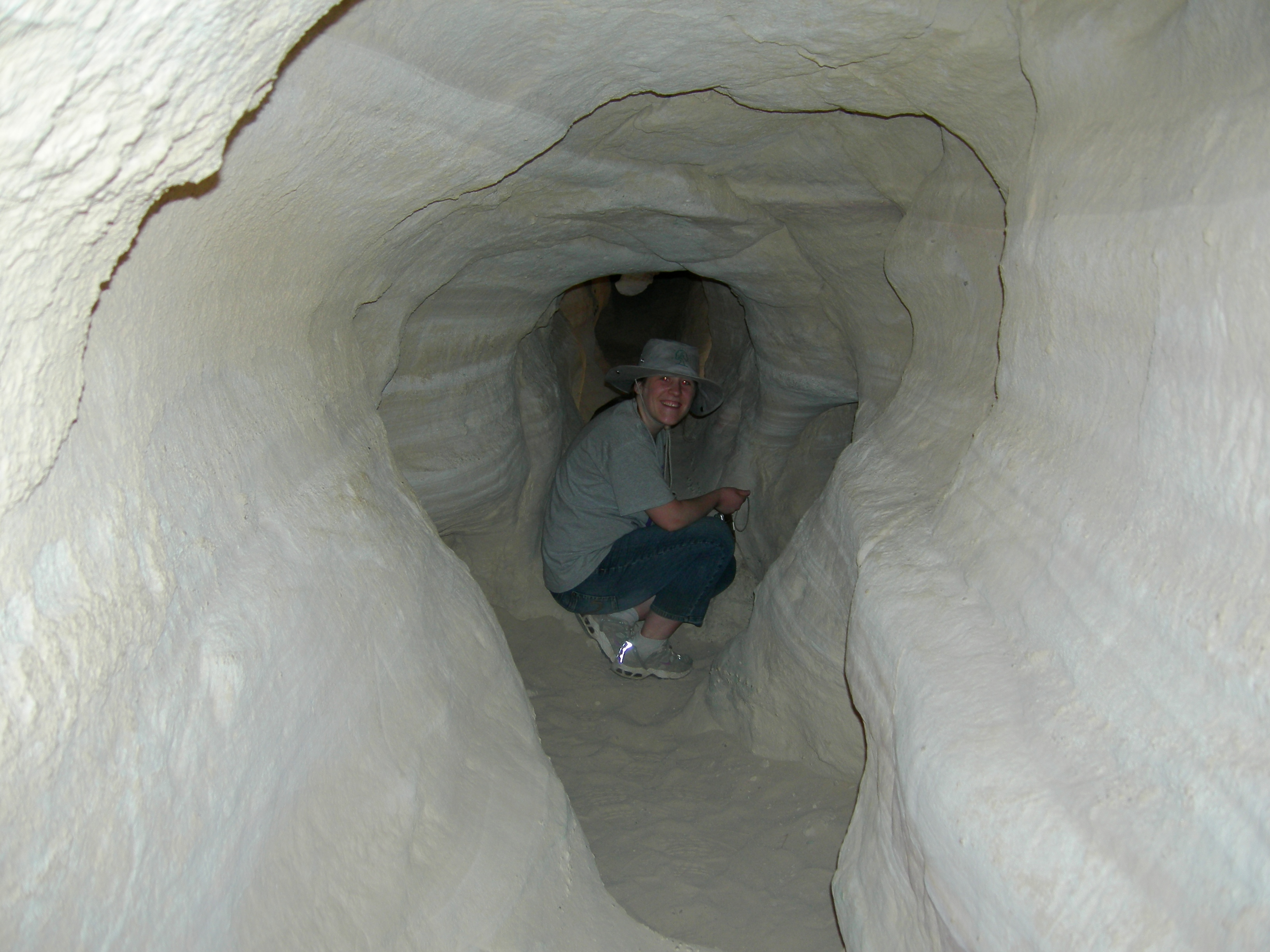
Mỏ đồng thời đại đồ đồng đá ở thung lũng Timna, sa mạc Negev, Israel.

Từ khi bắt đầu thời kỳ văn minh con người đã sử dụng đá, gốm và sau đó là kim loại được tìm thấy trên bề mặt Trái Đất. Các loại vật liệu này cũng đã được sử dụng để tạo ra các công cụ và vũ khí trong thời kỳ này, như đá lửa chất lượng cao được tìm thấy ở miền bắc nước Pháp và miền nam Anh được sử dụng để tạo ra đá lửa. Các mỏ đá lửa được tìm thấy trong các khu vực có đá phấn, ở đây các vỉa đá được đào ở dạng hầm. Các mỏ ở Grimes Graves rất nổi tiếng, và cũng giống như hầu hết các mỏ đá lửa khác, có tuổi thuộc thời kỳ đồ đá mới (khoảng 4000 TCN- khoảng 3000 TCN). Các loại đá cứng khác được khai thác hay thu thập để làm rìu bao gồm đá lục của công nghiệp rìu Langdale có cơ sở tại Lake District ở Anh.
Các mỏ được biết đến cổ nhất theo ghi nhận của khảo cổ học là "hang Lion" ở Swaziland. Ở đây, theo phương pháp định tuổi cacbon chứng minh rằng mỏ được khai thác cách đây khoảng 43.000 năm, những cư dân thuộc thời kỳ đồ đá cũ đã khai thác hematit, một khoáng vật chứa sắt được nghiền nhỏ để làm chất tạo màu đỏ đất son. Các mỏ cùng tuổi ở Hungary được xem là các vị trí mà người Neanderthal đã từng khai thác đá lửa để chế tạo vũ khí và dụng cụ.

### Ai Cập cổ đại
Những người Ai Cập cổ đại khai thác mỏ malachit ở Maadi. Ban đầu, người Ai Cập sử dụng các đá malachit màu lục sáng để trang trí khảm và làm đồ gốm. Sau đó, vào giữa những năm 2.613 và 2.494 TCN. các dự án xây dựng lớn đòi hỏi những cuộc hành trình khắp nơi đến vùng Wadi Maghara để "đảm bảo việc cung cấp nguồn khoáng sản và các nguồn tài nguyên khác mà Ai Cập không có." Các mỏ ngọc lam (turqoise) và đồng cũng được tìm thấy ở "Wadi Hamamat, Tura, Aswan và các vùng khác thuộc Nubia" trên bán đảo Sinai và ở Timna. Khai thác mỏ ở Ai Cập xuất hiện từ các triều đại sớm nhất, và các mỏ vàng của Nubia nằm trong số những mỏ lớn nhất và rộng nhất vào thời Ai Cập cổ đại, và chúng được tác giả người Hy Lạp Diodorus Siculus miêu tả lại. Ông đề cập rằng nung đá là một phương pháp dùng để phá hủy các đá cứng để lấy vàng. Họ nghiền quặng thành bột trước khi đãi chúng để lấy vàng cám.

### La Mã và Hy Lạp cổ đại

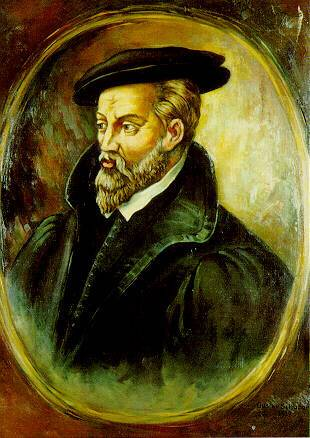
Agricola, tác giả quyển De Re Metallica

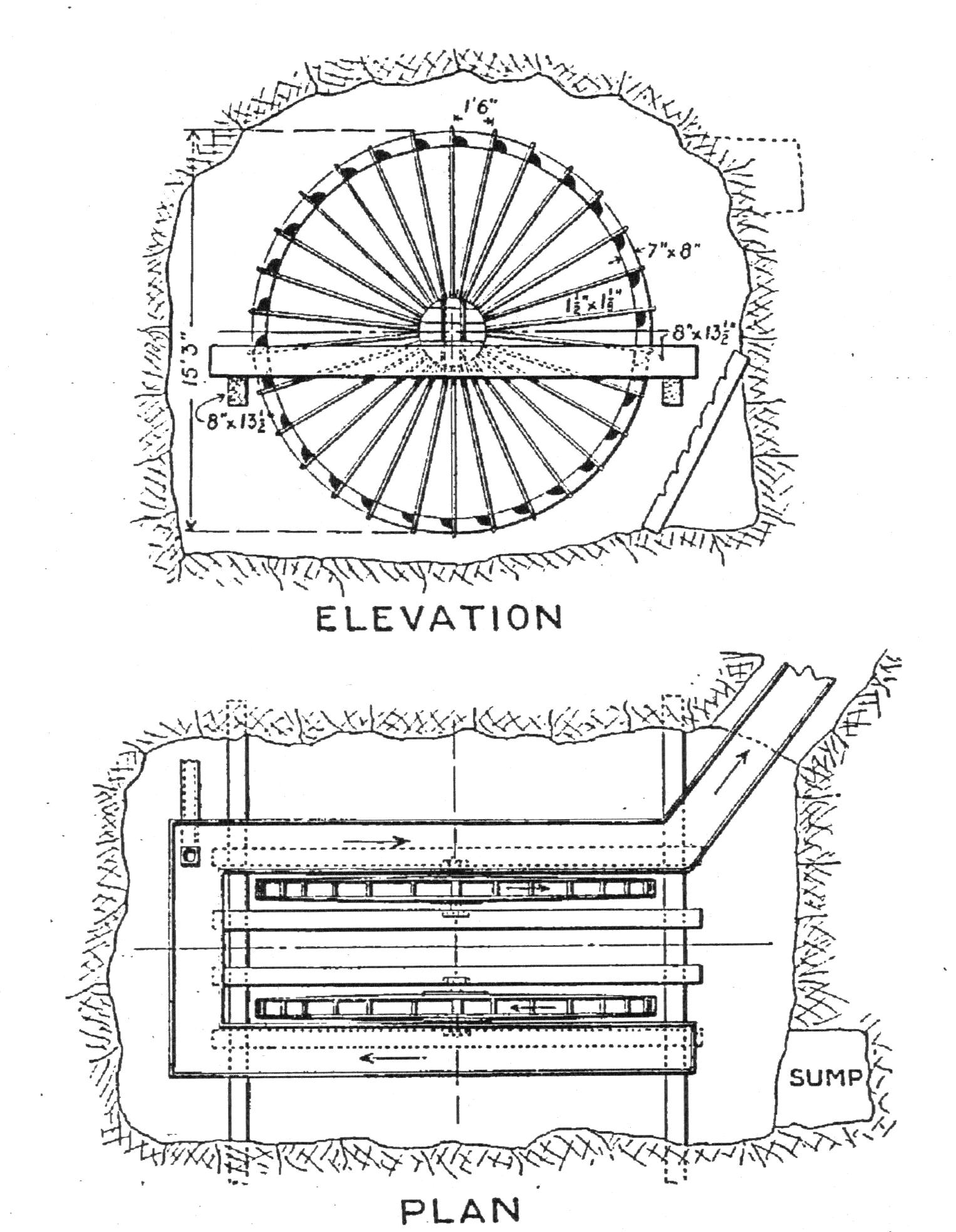
Guồng thoát nước từ mỏ Rio Tinto

Khai thác mỏ ở châu Âu đã có từ rất lâu, ví dụ như các mỏ bạc Laurium, giúp phát triển thành phố Hy Lạp thuộc Athens. Tuy nhiên, người La Mã đã phát triển các phương pháp khai thác mỏ trên quy mô rộng, đặc biệt việc sử dụng một lượng nước lớn để mang quặng đi bằng cống thoát nước. Nước được sử dụng vào nhiều mục đích khác nhau như để gạt bỏ lớp phủ và các đá vụn được gọi là khai thác mỏ thủy lực, cũng như rửa quặng đã được nghiền nhỏ, và vận hành các máy đơn giản. Họ sử dụng phương pháp thủy lực trên diện rộng để thu các mạch quặng, đặc biệt các dạng khai thác lỗi thời hiện không còn dùng nữa như hushing. Nó liên quan đến việc xây dựng một lượng lớn các cống cung cấp nước đến đầu mỏ (nơi đang khai thác), ở đây nước được chứa trong các bồn và bể lớn. Khi các bể chứa đầy được xả ra đẩy các vật liệu phủ làm lộ ra đá gốc và các mạch quặng nằm bên dưới. Đá lộ ra sau đó bị nung nóng bằng pháp đốt và bị làm lạnh bằng dòng nước. Sự thay đổi nhiệt độ nhanh làm cho đá bị vỡ ra và dễ thu hồi bằng các dòng nước từ các bồn chứa như cách bốc lớp phủ ở trên. Họ sử dụng phương pháp tương tự để thu hồi cassiterit ở Cornwall và quặng chì ở Pennines. Các phương pháp đã được phát triển bởi người La Mã ở Tây Ban Nha vào 25 CN để khai thác các mỏ vàng lớn trong bồi tích, khu mỏ lớn nhất nằm ở Las Medulas, ở đây có 7 hệ thống cống dài được xây dựng để lấy nước từ các con sông trong khu vực với mục đích là rửa quặng. Tây Ban Nha là một khu vực khai thác mỏ quan trọng nhất trong tất cả các khu vực khai thác của đế chế La Mã. Họ sử dụng guồng nước nghịch để tách nước từ các mỏ ở dưới sâu như ở Rio Tinto. Ở Anh, người bản địa đã khai thác mỏ khoáng sản các đây gần nghìn năm, nhưng khi người La Mã đến, hoạt động khai thác đã thay đổi nhanh chóng. Người La Mã cần những thứ mà người Anh đang sở hữu, đặc biệt là vàng, bạc, thiếc và chì. Kỹ thuật của người La Mã không chỉ giới hạn trong việc khai thác trên mặt, mà họ còn khai thác theo các mạch quặng dưới lòng đất khi đó việc khai thác lộ thiên không còn là vấn đề khó khăn. Ở Dolaucothi họ dừng khai thác các mạch, và chuyển sang đào các lối vào xuyên qua các đá khô cằn để tiêu thoát nước đọng trong mỏ. Các đường này vẫn còn được sử dụng để thông gió cho công trình, đặc biệt rất quan trọng khi sử dụng phương pháp đốt. Ở các phần khác của mỏ, họ đào qua mực nước ngầm và lấy nước từ mỏ bằng các máy móc như guồng nước nghịch. Các máy này được sử dụng phổ biến trong các mỏ đồng ở Rio Tinto, Tây Ban Nha, ở đây có 16 cái được xếp thành hai hàng có nhiệm vụ nâng khoảng 80 foot (24 m). Chúng được vận hành như các máy đi từng bước với thợ mỏ đứng trên thanh gỗ cao nhất. Một vài ví dụ như các bộ phận của nó được tìm thấy ở các mỏ La Mã cổ và một số được trưng bày trong bảo tàng Vương quốc Anh và bảo tàng quốc gia xứ Wales.

### Châu Âu thời trung cổ
Khai thác mỏ trong thời kỳ Trung Cổ được biết đến nhiều nhất từ công trình De Re Metallica (1556) của Georg Agricola, ông đã miêu tả một số phương pháp khai thác mỏ khác nhau, sau này được sử dụng trong các mỏ ở Đức và Saxon. Sử dụng năng lượng nước một dạng của cối xay nước được cải tiến; họ tạo ra quặng được nghiền nhỏ, đưa quặng lên từ hầm mỏ và thông gió trong mỏ bằng các ống thổi công suất lớn. Bột màu đen được sử dụng đầu tiên trong khai thác mỏ ở Selmecbánya, Vương quốc Hungary (ngày nay là Banská Štiavnica,Slovakia) vào năm 1627. Phương pháp dùng chất nổ này làm các khối đất đá vỡ ra và thu hồi mạch quặng nhanh hơn phương pháp đốt nêu trên. Năm 1762, học viện khai thác mỏ đầu tiên trên thế giới được thành lập trong thành phố này.

### Nam Mỹ và Bắc Mỹ

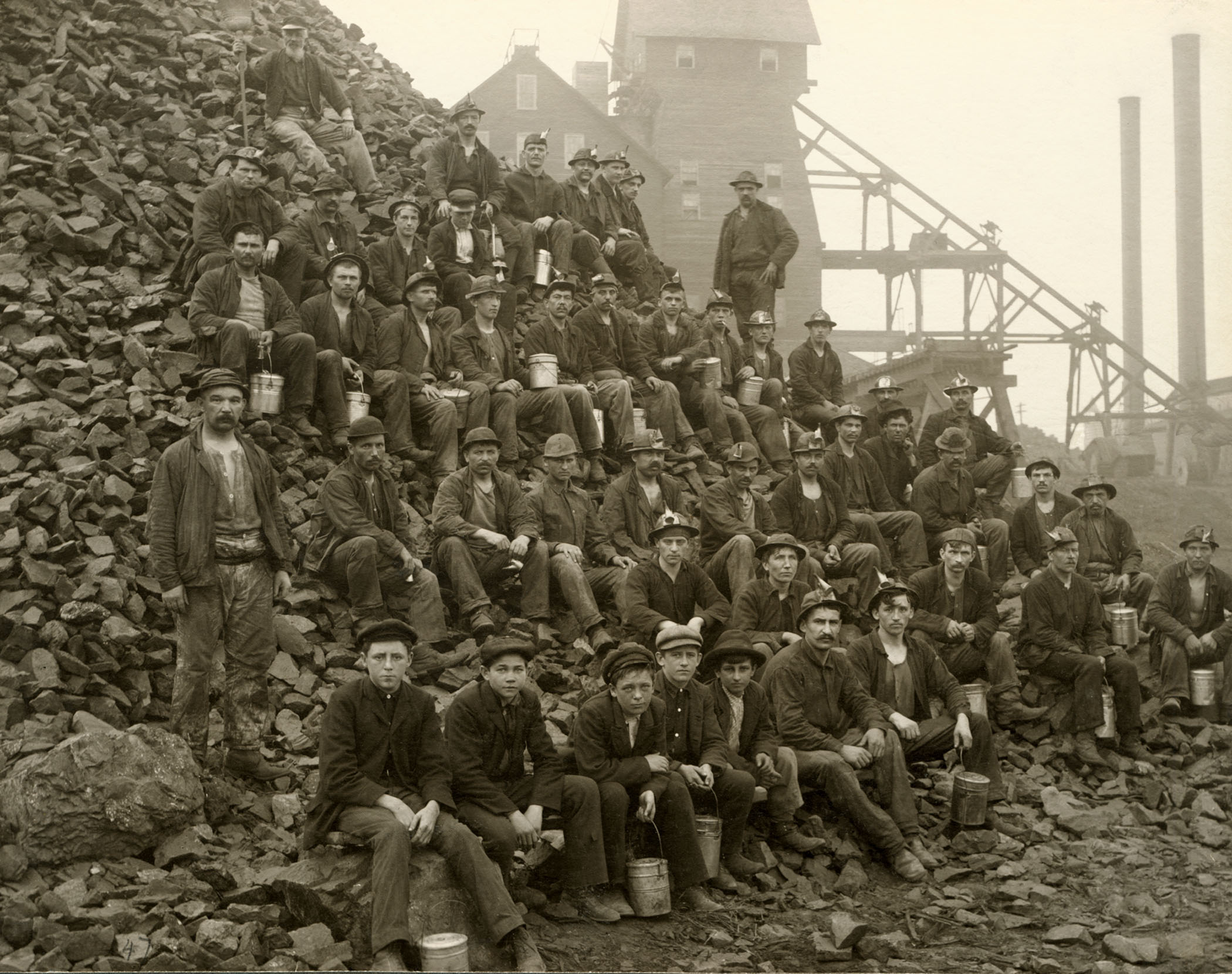
Thợ mỏ ở mỏ Tamarack, Copper Country, Michigan, Hoa Kỳ năm 1905.

Ở Bắc Mỹ đã có những mỏ đồng được khai thác vào thời tiền sử và thời cổ đại dọc theo hồ Superior. "Những người da đỏ bản địa đã mang lại nhiều lợi ích cho họ từ việc khai thác đồng ở đây ít nhất cách đây 5000," và những công cụ bằng đồng, đầu mũi tên, và các dụng cụ mang tính văn hóa khác là một phần trong mạng lưới giao thương bản địa đã được khám phá. Thêm vào đó, đá vỏ chai, đá lửa, và các khoáng sản khác được khai thác, chế biến và trao đổi. Trong khi các nhà thám hiểm người Pháp trước đây bắt gặp các mỏ này không sử dụng các kim loại bởi vì khó khăn trong việc vận chuyển, đồng được buôn bán trên toàn lục địa dọc theo các tuyến đường thủy chính. Ở Manitoba, Canada, cũng có các mỏ thạch anh cổ đại gần hồ Waddy và các vùng xung quanh.
Trong lịch sử thuộc địa của châu Mỹ trước đây, "vàng và bạc tự nhiên được khai thác một cách nhanh chóng và chuyển chúng đến Tây Ban Nha trên các thuyền buồm chất đầy vàng và bạc" hầu hết từ các mỏ ở Trung và Nam Mỹ. Ngọc lam được định tuổi khoảng năm 700 được khai thác vào thời châu Mỹ tiền Columbus; trong khu vực mỏ Cerillos ở New Mexico, ước tính "khoảng 15.000 tấn đá đã bị bóc ra khỏi núi Chalchihuitl sử dụng công cụ bằng đá trước năm 1700."
Khi thác mỏ ở Hoa Kỳ trở nên thịnh hành vào thế kỷ 19. Với cơn sốt vàng California vào giữa thập niên 1800, khai thác mỏ khoáng sản và kim loại quý cùng với nông trại, là một yếu tố tác động vào sự mở rộng về phía Tây đến bờ biển Thái Bình Dương. Với sự khảo sát về phía tây, các trại khai thác mỏ được dựng lên và "thể hiện một tinh thần đặc biệt, một gia sản lâu dài cho đất nước mới;" những người sốt vàng có thể gặp những vấn đề tương tự như những người sốt đất diễn ra trong thời gian ngắn ở miền Tây trước đó. bằng đường sắt, một số người đến miền Tây để tìm kiếm cơ hội làm việc trong ngành khai thác mỏ. Các thành phố miền Tây như Denver và Sacramento trước đây là các thành phố khai thác mỏ.

## Các phương pháp và công đoạn khai thác mỏ

### Các bước phát triển mỏ
Quá trình khai thác mỏ bắt đầu từ giai đoạn phát hiện thân quặng đến khâu chiết tách khoáng sản và cuối cùng là trả lại hiện trạng của mặt đất gần với tự nhiên nhất gồm một số bước nhất định. Đầu tiên là phát hiện thân quặng, khâu này được tiến hành thông qua việc thăm dò để tìm kiếm và sau đó là xác định quy mô, vị trí và giá trị của thân quặng. Khâu này cung cấp những số liệu để đánh giá tính trữ lượng tài nguyên để xác định kích thước và phân cấp quặng. Việc đánh giá này là để nghiên cứu tiền khả thi và xác định tính kinh tế của quặng. Bước tiếp theo là nghiên cứu khả thi để đánh giá khả năng tài chính để đầu tư, kỹ thuật và rủi ro đầu tư của dự án. Đây là căn cứu để công ty khai thác mỏ ra quyết định phát triển mỏ hoặc từ bỏ dự án. Khâu này bao gồm cả quy hoạch mỏ để đánh giá tỷ lệ quặng có thể thu hồi, khả năng tiêu thụ, và khả năng chi trả để mang lại lợi nhuận, chi phí cho kỹ thuật sử dụng, nhà máy và cơ sở hạ tầng, các yêu cầu về tài chính và equity và các phân tích về mỏ như đã đề xuất từ khâu khai đào cho đến hoàn thổ. Khi việc phân tích xác định một mỏ có giá trị thu hồi, phát triển mỏ mới bắt đầu và tiến hành xây dựng các công trình phụ trợ và nhà máy xử lý. Vận hành mỏ để thu hồi quặng bắt đầu và tiếp tục dự án khi mà công ty khai thác mỏ vẫn còn thu được lợi nhuận (khoáng sản vẫn còn). Sau khi tất cả quặng được thu hồi sẽ tiến hành công tác hoàn thổ để làm cho đất của khu mỏ có thể được sử dụng vào mục đích khác trong tương lai.

### Công nghệ khai thác mỏ
Công nghệ khai thác mỏ chủ yếu gồm 2 nhóm là khai thác mỏ lộ thiên và khai thác hầm lò. Đối tượng khai thác cũng được chia thành 2 nhóm tùy theo loại vật liệu: sa khoáng bao gồm các khoáng vật có giá trị nằm lẫn trong cuội lòng sông, cát bãi biển và các vật liệu bở rời khác; và quặng mạch hay còn gọi là quặng trong đá gốc, ở đây các khoáng vật có giá trị được tìm thấy trong các mạch, các lớp hoặc các hạt khoáng vật phân bố rải rác trong khối đá. Cả hai loại này đều có thể khai thác theo phương pháp lộ thiên và hầm lò. 

## Tác động môi trường

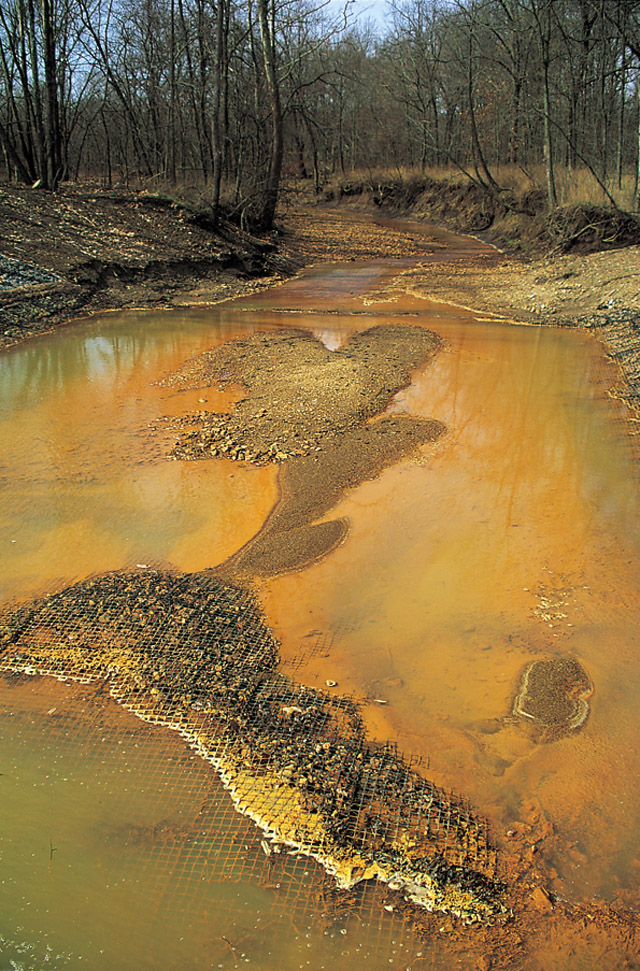
Tích tụ sắt hydroxide trong một con suối tiếp nhận nước axít mỏ từ mỏ than.

Những ảnh hưởng của khai thác mỏ đến môi trường như xói mòn, tạo các hố sụt lún, suy giảm đa dạng sinh học, và ô nhiễm đất, nước ngầm và nước mặt bởi các hóa chất sử dụng trong các quá trình khai thác mỏ. Trong một số trường hợp, khai thác gỗ rừng bổ sung trong khu vực xung quanh mỏ để tăng khả năng chứa các loại đất và đá thải ra từ quá trình khai thác. Sự nhiễm do rò rĩ các chất hóa học cũng tác động đến sức khỏe của cư dân địa phương nếu không có biện pháp kiểm soát chặt chẽ.
Các nhà máy xử lý quặng tạo ra một lượng lớn chất thải được gọi là đuôi quặng. Các chất thải này có thể có độc tính. Các đuôi quặng thường được thải ra ở dạng bùn thải, thường được thải vào các hồ chứa nằm trong các thung lũng tự nhiên. Các hồ chứa này thường được xây dựng giống như các đập. Các đập bị vỡ gây nhiều tổn hại đến môi trường như trong thảm họa khai thác Marcopper có ít nhất 2 triệu tấn đuôi quặng thải vào sông ở địa phương. Thải đuôi quặng ở dưới nước cũng là một lựa chọn. Ngành công nghiệp mỏ đã lập luận rằng việc thải đuôi quặng xuống biển sẽ tránh được các tác hại do các hồ chứa chất thải, mặc dù việc làm này là không hợp pháp ở Hoa Kỳ và Canada nhưng các nước đang phát triển vẫn thực hiện. nhưng các tác động tiêu cực liên quan đến hệ sinh thái biển là không lường trước được.

## Kỷ lục
Đến năm 2008, mỏ sâu nhất trên thế giới là TauTona ở Carletonville, Nam Phi đạt đến độ sâu 3,9 km, kỉ lục trước đó là mỏ lân cận Savuka ở North West Province của Nam Phi đạt đến độ sâu 3.774 m. Mỏ East Rand ở Boksburg, Nam Phi từng lập kỷ lục ở độ sâu 3.585 m. Mỏ sâu nhất ở châu Âu là các mỏ khai thác urani thứ 16 ở Příbram, Séc ở độ sâu 1.838 m, thứ nhì là Bergwerk Saar ở Saarland, Đức sâu 1.750 m.

## Khai thác mỏ trong văn hóa
- Tiểu thuyết Gray Mountain (tiểu thuyết của Grisham) (2014) của John Grisham nói về khai thác mỏ và các tác động có hại ở dãy Appalachian.[24]
- Bài hát Paradise của John Prine về chủ đề tàn phá Kentucky bằng khai thác mỏ.[25]